# Teehaus Ronnefeldt

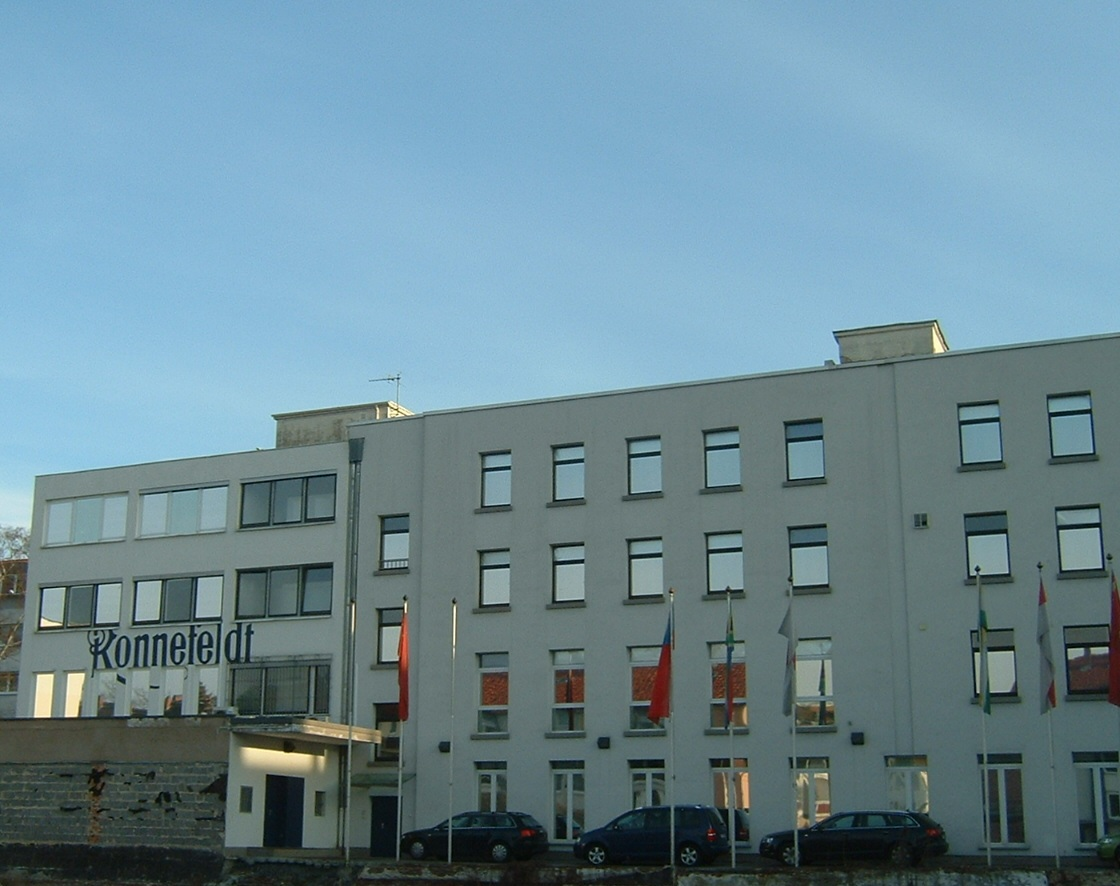
Ronnefeldt (von der Schloßstraße aus gesehen)

Das Teehaus Ronnefeldt ist ein auf Tee spezialisiertes Handelsunternehmen mit Sitz in Frankfurt am Main. Heute beschäftigt das Unternehmen rund 130 Mitarbeiter am Hauptsitz in Frankfurt und am Produktionsstandort in Worpswede.

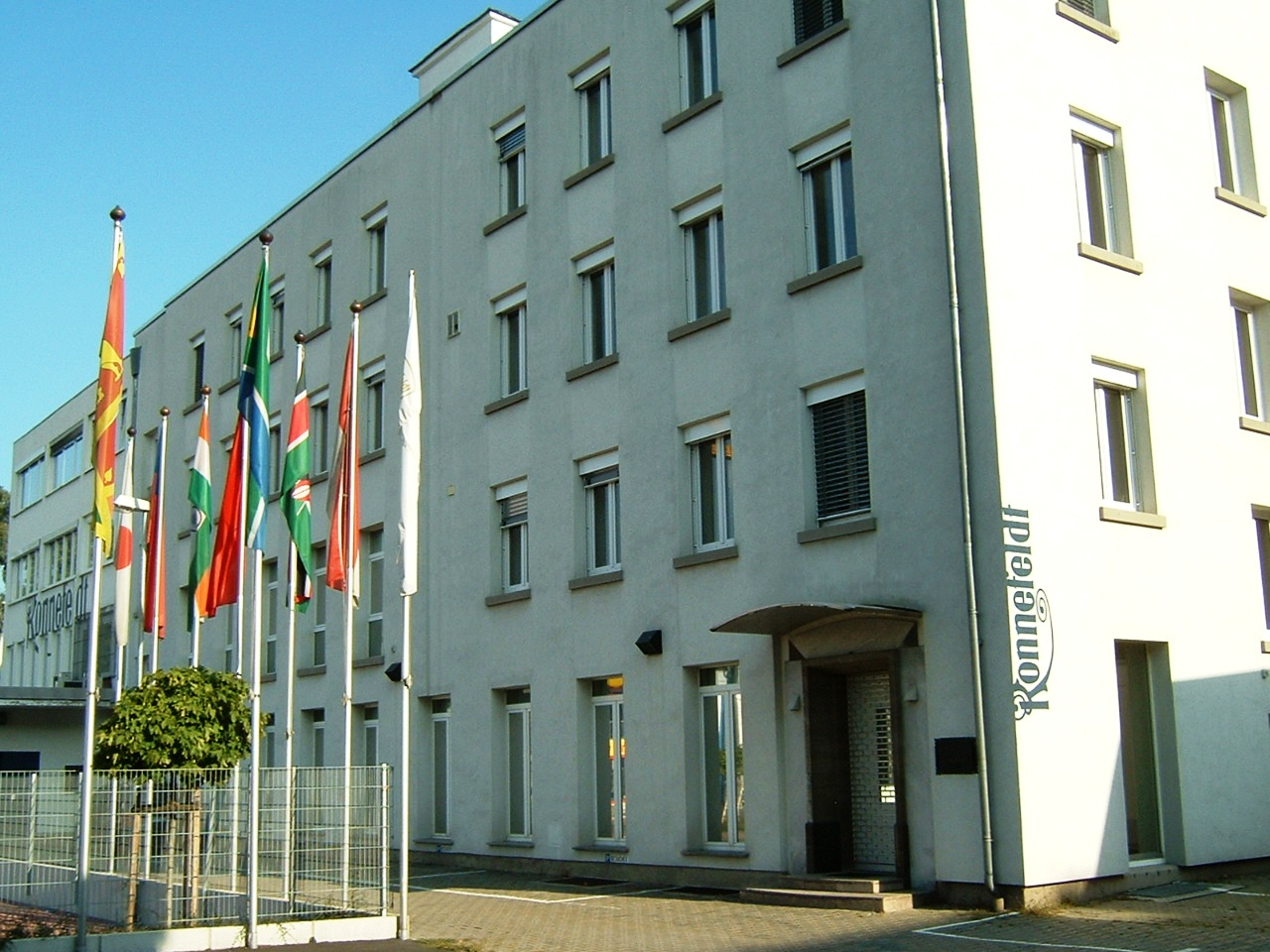
Ronnefeldt 2011

## Unternehmensgeschichte
Johann Tobias Ronnefeldt, der in Rotterdam und London aktiv war, gründete das Unternehmen nach offiziellen Daten im Jahr 1823. Als er 1845 im Alter von 51 Jahren starb, führte seine Witwe Friederike, die er 1831 geheiratet hatte, 15 Jahre lang das Geschäft gemeinsam mit Prokuristen weiter, bis ihre Söhne die Nachfolge antraten. Ihr Enkel Rudolf Ronnefeldt reiste 1889 im Alter von 24 Jahren um die Welt und dokumentierte seine Reise-Erfahrungen in einem Tagebuch, das Aufschluss über den Teehandel von damals gibt. Nach seiner Weltreise heiratete er Emma Rössler, die Tochter des Degussa-Gründers Friedrich Ernst Roessler.

### Erste Hälfte des 20. Jahrhunderts
Im Jahr 1904 entwarf Hans Christiansen, ein Jugendstilkünstler aus der Darmstädter Künstlerkolonie, ein Werbeplakat mit einem Drachenkopf als Symbol für chinesischen Tee. 1914 zog das Unternehmen in die Goethestraße 3, nachdem es zuvor zehn Jahre lang am Roßmarkt 8 ansässig war.
Die beiden Weltkriege brachten den Teehandel weitestgehend zum Erliegen. Im Ersten Weltkrieg gründete das Unternehmen zusammen mit der Ed. Meßmer GmbH und der Weinhandelsfirma Bernhard Wiesengrund, die zu der Zeit im Besitz des Vaters von Theodor W. Adorno war, das Gemeinschaftsunternehmen Getränke GmbH zur Herstellung eines koffeinhaltigen Ersatztees, der unter dem Markennamen Stimula vermarktet wurde.
Anfang der 1950er-Jahre kam Herwerth Westphal, der Enkel von Rudolf Ronnefeldt, ins Unternehmen, das sich nach der Zerstörung des Gebäudes in der Goethestraße bei den Luftangriffen auf Frankfurt am Main durch Fliegerbomben in Frankfurt-Bockenheim angesiedelt hatte. Er führte das Unternehmen gemeinsam mit Georg Lülmann, Geschäftsführer und Mitinhaber bis Anfang der achtziger Jahre.

### Seit den 1970er-Jahren
Ende der 1970er-Jahre kam Frank Holzapfel zu Ronnefeldt. Er übernahm 1984 das Unternehmen von Herwarth Westphal, der 1987 in Ruhestand ging. Sein Sohn Jan-Berend Holzapfel wurde sukzessive in die Leitung des Unternehmens eingebunden. 2004 wurde er Geschäftsführer und trat 2012 die Unternehmensnachfolge seines Vaters an. Im Jahr 2009 wurde ein Ladengeschäft in der MyZeil eröffnet.